# Кисляк Марія Тимофіївна
Марія Тимофіївна Кисляк (6 березня 1925, село Лідне, нині в межах міста Харкова, Україна  — 18 червня 1943, там же) — радянська антифашистка-підпільниця. Герой Радянського Союзу.

## Біографія
Народилася в селянській сім'ї. Українка. За рік до нападу Німеччини на СРСР, Марія Кисляк закінчила семирічну школу і вступила до Харківської фельдшерсько-акушерської школи. На момент окупації міста Марія здобула медичну освіту та працювала медсестрою у харківському госпіталі на Червоній Баварії.
Вона була звичайною 16-річною симпатичною дівчиною із зеленувато-карими очима, миловидним обличчям, обрамленим густим темно-каштановим волоссям. Її мрії та реальне життя були також звичайними для молоді того часу. Але коли в буденне життя увірвалася війна, всім стало ясно, яким щасливим і цінним було колишнє звичайне мирне життя.
Під час Німецько-радянської війни підпільниця-комсомолка Марія Кисляк у лютому 1943 року організувала і керувала підпільною комсомольською організацією міста Харкова, яка під час окупації міста активно боролася проти ворога. Кисляк писала і поширювала листівки серед жителів села Лідне, знищувала офіцерів СС, переводила через лінію фронту радянських бійців, які потрапили в оточення. Вона врятувала життя 43 пораненим воїнам Червоної Армії.
18 червня 1943 року в селі Лідне, німці повісили трьох молодих радянських підпільників: Марію Тимофіївну Кисляк, 1925 року народження, Федора Давидовича Руденко, 1923 року народження та Василя Андрійовича Бугрименко, 1924 року народження, які влаштовували диверсії проти окупаційної влади. Найстаршому з них, Ф. Д. Руденко, не виповнилось і 20 років. М. Т. Кисляк напередодні войни скінчила Харківську фельдшерсько-акушерську школу.
Під час першої окупації міста гітлерівськими військами Марія Кисляк у себе на квартирі ховала і лікувала поранених червоноармійців, які в лютому 1943 року, після першого визволення Харкова радянськими військами, знову стали до лав ЧА. Навесні 1943 року Лідне знову захопили нацисти. Марія Кисляк, Василь Бугрименко, Федор Руденко разом з іншими комсомольцями Лідного організовали підпільну боївку для боротьби з гітлерівцями. Федор Руденко вже був знайомий з військовою справою: у лютому 1943 року він пішов добровольцем у червону армію, але під Чугуєвом потрапив у полон, втік і повернувся додому, в Лідне, де одразу ж вступив до підпільної боївки.
В кінці травня 1943 року Руденко, Кисляк і Бугрименко були арештовані й відправлені в гестапо міста Харкова. Напередодні вони вбили офіцера СС. Два тижні гестапівці допитували захоплених підпільників. 18 червня 1943 року катованих підпільників привезли у Лідне, щоби повісити на очах всіх мешканців. За даними радянських джерел, Федору Руденку перед стратою не вдалося сказати ні слова: німці заткнули йому рота. Але Марія Кисляк крикнула: «Прощавайте, тато і мамо і все друзі, гину за Вітчизну. Товариші, вбивайте німців, очищуйте нашу землю від гадюк». Але навряд чи німецькі окупанти дозволили б такий відкритий заклик до повалення їх влади, тож скоріше за все, ця історія з закликом була вигадана пізніше радянською пропагандою.
Страчені висіли на місці страти ще добу, бо німці не дозволяли їх зняти, аби якомога більше людей залякати.
Збереглась записка Марії Кисляк на маленькому клаптику паперу, котру вона написала перед стратою й сховала під підкладку свого жакета; там і знайшли її рідні. Записка зберігалась у Центральному державному архіві Жовтневої революції і соціалістичного будівництва СРСР (ф. 7021, оп. 149, с. 16, ст. 33).
Сільський фотограф Я. С. Шєлехов, виконуючи наказ німців, розмножив світлини страти підпільників і один екземпляр зміг залишити собі, щоб розголосити її після того, як впаде окупаційна влада і використовувати для подальшої пропаганди радянських ідей.
За проявлений героїзм в боротьбі з німецько-фашистськими загарбниками, Указом Президії Верховної Ради СРСР від 8 травня 1965 року Кисляк Марії Тимофіївні посмертно надано звання Героя Радянського Союзу з врученням ордена Леніна і медалі «Золота Зірка».